# Potamotrygon motoro
La raya motoro, chucho de río o raya fina (Potamotrygon motoro) es una especie de pez miliobatiforme de la familia Potamotrygonidae. Es nativo del río Uruguay, río Paraná, río Orinoco, Venezuela, y el río Amazonas.
La raya motoro es la mayor especie usada como mascota. es la especie de raya más común de todos los Potamotrygon, mantenida en los acuarios de agua dulce de más de 1300 litros.

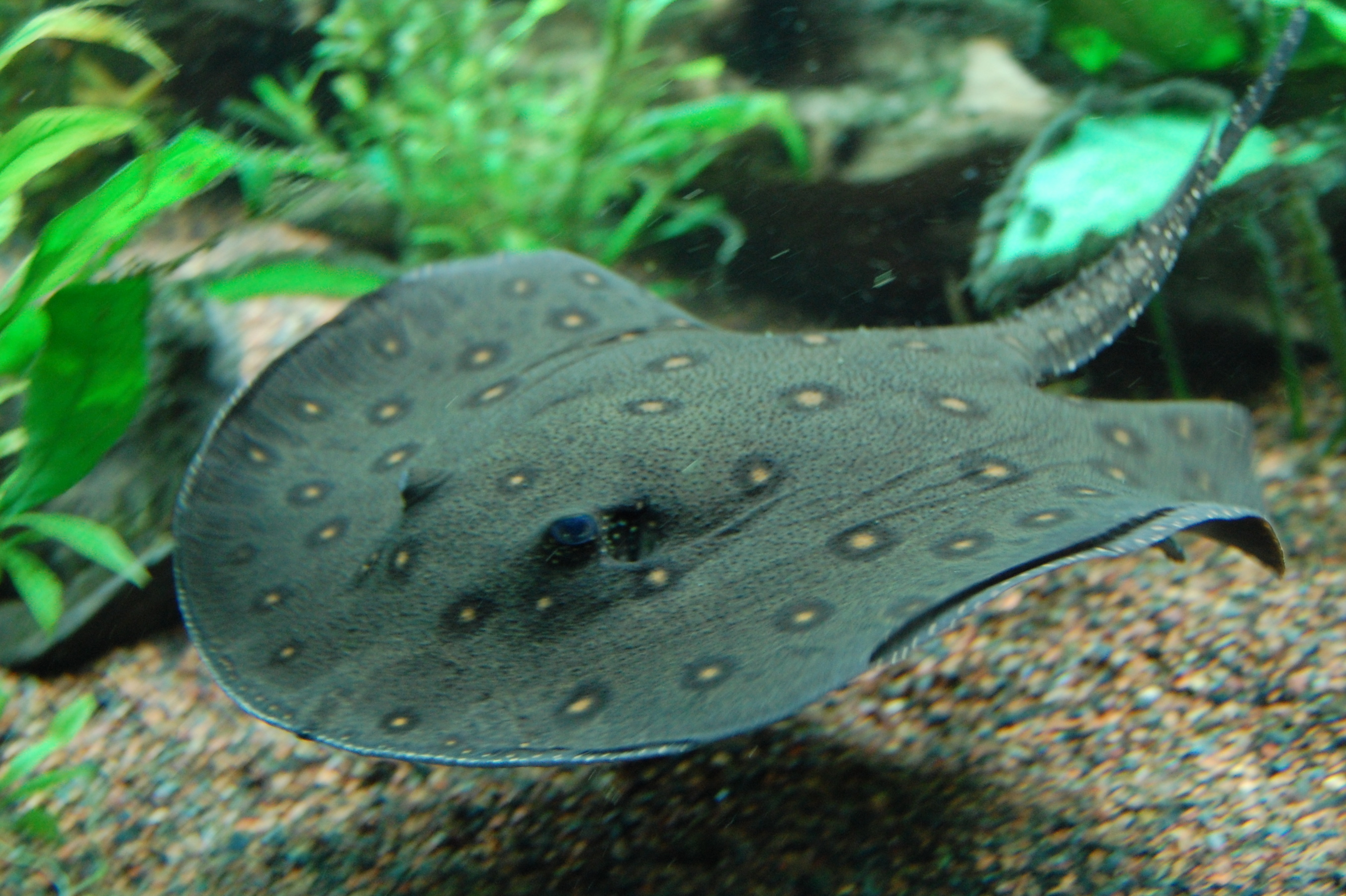
Raya motoro.

Llega a medir 1.50 m y pesar hasta 125 kg.